# Megaselia anticheira
Megaselia anticheira är en tvåvingeart som beskrevs av Ronald Henry Lambert Disney 2004. Megaselia anticheira ingår i släktet Megaselia och familjen puckelflugor. Inga underarter finns listade i Catalogue of Life.